# Адан, Фартун
Фартун Адан (сомал. Fartuun Aadan, араб. فارتون آدن‎; род. 1969) — сомалийская общественная активистка.

## Биография
Фартун Адан родилась и выросла в Сомали. Она была замужем за Эльманом Али Ахмедом, местным предпринимателем и активистом движения за мир. В браке родились четыре дочери. В 1996 году, в разгар гражданской войны в Сомали, её супруг был убит недалеко от их семейного дома в южной части Могадишо. В 1999 году Адан эмигрировала в Канаду.
В 2007 году она вернулась в Сомали, чтобы бороться там за мир и права человека. 20 ноября 2019 года местные власти подтвердили информацию о том, что её дочь Алмаас Эльман, которая также вернулась в Сомали для занятия социальной работой, была застрелена в автомобиле недалеко от аэропорта Могадишо.

## Общественная деятельность
Фартун Адан занимает должность исполнительного директора «Центра мира и прав человека имени Эльмана», базирующейся в Могадишо неправительственной организации, названной в честь её покойного мужа. Её дочь Ильвад также работает вместе с ней в этом центре.
При содействии этого центра Адан стала соучредительницей «Сестёр Сомали» — первой в стране программы помощи жертвам сексуального насилия.

## Награды
В 2013 году Фартун Адан была удостоена Международной ежегодной женской премии госсекретаря США «За храбрость». В 2014 году она также получила награду от правительства Германии за свою работу с «Центром мира и прав человека имени Эльмана».
Фартун Адан вместе со своей дочерью Ильвад в 2017 году вошла в число финалистов, номинированных на премию «Аврора» за пробуждение гуманизма.